# Copa del Rey de voleibol 2019
La Copa de S.M. el Rey es una competición que se disputa en el voleibol a lo largo de tres días en una misma sede. La competición se lleva disputando durante muchos años, siendo esta la LXIX edición. En esta ocasión, el pabellón J.J.Imbroda (Melilla, España) acogerá un torneo cuya organización corrió a cargo del C.V. Melilla.

## Sistema de competición
La primera fase se lleva a cabo durante la primera ronda de la liga regular o Superliga. Los 5 equipos con mayor número de puntos y el organizador se clasifican para disputar dicha competición.
Una vez dentro, los equipos fuera de la primera y segunda posición en el final de la jornada 11, se citan para alcanzar una posición en las semifinales donde les esperan los dos cabezas de serie. Con los cuartos de final definidos, los equipos se enfrentan para conocer quien estará en la final. Un último partido donde el vencedor, se proclamará campeón de la competición oficial.

## Equipos participantes
Organizador:
· C.V. Melilla
Equipos de esta edición:
· C.V. Teruel
· Unicaja Almería
· Urbia Voley Palma
· UBE L'Illa Grau
· Ushuaïa Ibiza Voley

## Cuadro de la Copa
|  | Cuartos de final | Cuartos de final    | Cuartos de final | Cuartos de final  | Cuartos de final | Cuartos de final | Cuartos de final |                 |    | Semifinales | Semifinales | Semifinales | Semifinales | Semifinales | Semifinales | Semifinales |   |             | Final | Final | Final | Final | Final | Final | Final |  |
|  |                  |                     |                  |                   |                  |                  |                  |                 |    |             |             |             |             |             |             |             |   |             |       |       |       |       |       |       |       |  |
|  |                  |                     |                  |                   |                  |                  |                  |                 |    |             |             |             |             |             |             |             |   |             |       |       |       |       |       |       |       |  |
|  | 1                | C.V. Teruel         |                  |                   |                  |                  |                  |                 |    |             |             |             |             |             |             |             |   |             |       |       |       |       |       |       |       |  |
|  | 1                | C.V. Teruel         |                  |                   |                  |                  |                  |                 |    |             |             |             |             |             |             |             |   |             |       |       |       |       |       |       |       |  |
|  |                  |                     |                  |                   |                  |                  |                  |                 |    |             |             |             |             |             |             |             |   |             |       |       |       |       |       |       |       |  |
|  |                  | 1                   | C.V. Teruel      | 25                | 19               | 25               | 29               |                 |    |             |             |             |             |             |             |             |   |             |       |       |       |       |       |       |       |  |
|  |                  |                     |                  |                   |                  |                  |                  |                 |    |             |             |             |             |             |             |             |   |             |       |       |       |       |       |       |       |  |
|  |                  |                     | 5                | Urbia Voley Palma | 19               | 25               | 20               | 27              |    |             |             |             |             |             |             |             |   |             |       |       |       |       |       |       |       |  |
|  | 4                | Ushuaïa Ibiza Voley | 5                | Urbia Voley Palma | 19               | 25               | 20               | 27              | 25 | 23          | 22          | 17          |             |             |             |             |   |             |       |       |       |       |       |       |       |  |
|  | 4                | Ushuaïa Ibiza Voley |                  |                   |                  |                  |                  |                 |    |             |             | 17          |             |             |             |             |   |             |       |       |       |       |       |       |       |  |
|  | 5                | Urbia Voley Palma   | 17               | 25                | 25               | 25               |                  |                 |    |             |             |             |             |             |             |             |   |             |       |       |       |       |       |       |       |  |
|  | 5                | Urbia Voley Palma   | 17               | 25                | 25               | 25               |                  |                 |    |             |             |             |             |             |             |             | 1 | C.V. Teruel | 25    | 14    | 25    | 20    | 10    |       |       |  |
|  |                  |                     |                  |                   |                  |                  |                  |                 |    |             |             |             |             |             |             |             | 1 | C.V. Teruel | 25    | 14    | 25    | 20    | 10    |       |       |  |
|  |                  |                     | 2                | Unicaja Almería   | 18               | 25               | 20               | 25              | 15 |             |             |             |             |             |             |             |   |             |       |       |       |       |       |       |       |  |
|  | 3                | C.V. Melilla        | 2                | Unicaja Almería   | 18               | 25               | 20               | 25              | 15 | 15          | 26          | 12          |             |             |             |             |   |             |       |       |       |       |       |       |       |  |
|  | 3                | C.V. Melilla        |                  |                   |                  |                  |                  |                 |    |             |             | 12          |             |             |             |             |   |             |       |       |       |       |       |       |       |  |
|  | 6                | UBE L'Illa Grau     | 25               | 28                | 25               |                  |                  |                 |    |             |             |             |             |             |             |             |   |             |       |       |       |       |       |       |       |  |
|  | 6                | UBE L'Illa Grau     | 25               | 28                | 25               |                  | 6                | UBE L'Illa Grau | 22 | 25          | 19          | 19          |             |             |             |             |   |             |       |       |       |       |       |       |       |  |
|  |                  |                     |                  |                   |                  |                  |                  | UBE L'Illa Grau | 22 | 25          | 19          | 19          |             |             |             |             |   |             |       |       |       |       |       |       |       |  |
|  |                  |                     | 2                | Unicaja Almería   | 25               | 23               | 25               | 25              |    |             |             |             |             |             |             |             |   |             |       |       |       |       |       |       |       |  |
|  |                  |                     | 2                | Unicaja Almería   | 25               | 23               | 25               | 25              |    |             |             |             |             |             |             |             |   |             |       |       |       |       |       |       |       |  |
|  |                  |                     |                  |                   |                  |                  |                  |                 |    |             |             |             |             |             |             |             |   |             |       |       |       |       |       |       |       |  |
|  | 2                | Unicaja Almería     |                  |                   |                  |                  |                  |                 |    |             |             |             |             |             |             |             |   |             |       |       |       |       |       |       |       |  |
|  | 2                | Unicaja Almería     |                  |                   |                  |                  |                  |                 |    |             |             |             |             |             |             |             |   |             |       |       |       |       |       |       |       |  |
|  |                  |                     |                  |                   |                  |                  |                  |                 |    |             |             |             |             |             |             |             |   |             |       |       |       |       |       |       |       |  |

| Predecesor: Copa del Rey 2018 Soria | 'Copa del Rey 2019' Melilla | Sucesor: Copa del Rey 2020 Palma de Mallorca |